# Filosofia natural
Filosofia natural o filosofia de la naturalesa (en llatí philosophia naturalis) és un terme aplicat a l'estudi de la natura i de l'univers físic que fou el predominant abans del desenvolupament de la ciència moderna. Es considera el precursor de les ciències naturals, com ara la física.
Les disciplines científiques històricament es van desenvolupar a partir de la filosofia o, més específicament, la filosofia natural. En les antigues universitats, les càtedres de filosofia natural amb molts anys d'història estan actualment ocupades per físics principalment. Les nocions modernes de «ciència» i de «científics» daten tot just del segle xix (El diccionari anglès de Webster remunta l'origen de la paraula «científic» a l'any 1834). Abans, el mot «ciència» simplement significava coneixement i l'etiqueta de «científic» no existia. El tractat científic que Isaac Newton va escriure el 1687 s'anomena Els principis matemàtics de la filosofia natural.

## A l'Edat Antiga
Els primers filòsofs grecs que estudiaren la naturalesa (physis) foren els presocràtics(s.V a.C), tractaren d'establir l'origen i la constitució dels éssers naturals. Entenien la naturalesa com una substància permanent i primordial que es manté a través dels canvis que pateixen els éssers naturals.
Aquests filòsofs de la naturalesa s'interessaren pel problema cosmològic, ço és, per l'origen del món, i tractaren de donar resposta a llurs interrogants partint d'objectes concrets de la naturalesa els quals anomenaren arque. Per exemple, Tales de Milet identificà l'origen del cosmos en l'aigua. Els filòsofs presocràtics es caracteritzaren per identificar l'origen de la naturalesa en altres coses naturals, com l'aigua, l'aire, el foc, etc. Un parell d'excepcions foren Anaximandre, deixeble de Tales, qui trobà l'origen de la naturalesa en l'àpeiron; i Pirró d'Elis qui considerava que aplicant el raonament s'arribava a la conclusió que la idea de canvi o perpetuïtat no eren més que una il·lusió i que per tant un arkhé no era pas possible.
El gran iniciador de la filosofia de la naturalesa o física, denominada així per ell mateix, fou Aristòtil (s. IV aC). Aquest pensador és dels filòsofs que han reunit tot allò dit anteriorment, donant respostes als grans interrogants que suscitaven els presocràtics, sobretot el problema del moviment. Aristòtil estudià la naturalesa i té abundants escrits sobre les plantes, els astres, els animals, etc.; obres que culminen en la seva obra Física, on estudia la pròpia naturalesa, però des d'una perspectiva filosòfica, per la qual cosa els seus principis poden considerar-se permanents al llarg de la història; atès que es distingeixen del que després i avui dia es considera com física.

## A l'Edat Mitjana
A l'edat mitjana es recobraren els escrits aristotèlics a través dels àrabs que els portaren a Europa, sobretot Avicenna i Averrois. Tomàs d'Aquino trobà i sintetitzà, amb els coneixements de l'època, els descobriments aristotèlics; de fet n'ordenà la traducció i elaborà els famosos Comentaris a la Física d'Aristòtil. És una època en què se cerca trobar les relacions correctes entre ciència i fe, i entre filosofia i ciència. Sant Tomàs és un autor que aconsegueix un equilibri coherent.
No hi ha pas una línia divisòria clara entre una imatge científica i una imatge màgica, tot i que a poc a poc entre totes dues donen un nou concepte del món. Es considera màgia allò que encara hom no coneix, quan s'arriba al coneixement científic es descobreix que aquella imatge no és més que coneixement vulgar; s'intenta trobar clarament la distinció entre coneixement i màgia.
L'alquímia és una activitat pràctica que transforma la naturalesa en inserir-se en el joc de les seves lleis mitjançant recursos tècnics. És un interès que cerca la clau amagada de la naturalesa i que està latent, i representa la capacitat de l'home de destacar la seva empremta en la naturalesa, el seu domini es converteix en quelcom d'expòsit.
La tendència fou de reduir la màgia a la ciència, però no seria adequat interpretar aquest procés com lineal, senzill i directe. Fou més aviat un procés amb canvis. És important de destacar els texts hermètics. A l'Edat Mitjana el mag és temut com a dimoni, algú que va en contra del món perfecte, és aquell que se surt de l'ordre d'allò racional, es basa més en l'experiència i l'experiència és un sense-sentit irracional. L'experiència està per sota de la raó i, per tant, és condemnable. La teologia representa l'ordre de la raó, el que es troba més enllà ha trencat la barrera de l'ordre establert. La màgia representa que totes les coses no estaven sota l'ordre de Déu, hi ha certa relació d'influència mútua.
La naturalesa és concebuda com un organisme universal, autosuficient, un sistema unificat de forces omnipresents animat per una ànima còsmica en què la distinció entre allò viu (l'esperit) i allò no viu (la matèria), perd el seu significat. Tot és viu, l'univers és viu, les coses en aquest organisme no esdevenen perquè algun ésser no natural hi intervingui.
En la concepció tomista, la naturalesa és una realitat que duu clarament a la necessitat d'una altra realitat que la sustenti: des del Llibre VIII de la Física, Aristòtil ja havia vist la necessitat d'un Primer motor immòbil que donés raó de tot un altre moviment que s'observa a la Terra.

## A l'Edat Moderna
El segle xvi és un segle de grans avenços en botànica i altres ciències naturals. A més a més, els europeus arriben a Amèrica.
La filosofia de la naturalesa es troba entre el Renaixement i el desenvolupament científic posterior. Els pensadors d'aquesta època ni són científics, ni humanistes, sinó que estan en el mig, mesclant una mica de tot, algunes vegades privilegiant l'especulació, d'altres l'experimentació. Al començament del segle xvi, el canvi de mentalitat a causa de la reforma protestant influeix en tots ells. Amb un nou sentiment de superioritat, els filòsofs de la naturalesa trenquen amb la tradició aristotèlica.

## A l'Edat Contemporània
Al contrari del que es pensa vulgarment, la filosofia de la naturalesa no ha estat pas reemplaçada ni per les ciències naturals ni per la teologia natural i continua conreant la seva especificitat en diversos sectors que es distancien tant del cientificisme com de les doctrines d'allò sobrenatural. Un d'aquests llocs, important per la intensitat de la seva activitat realitzada per un centenar d'investigadors d'horitzons científics i geogràfics diferents, és el Cercle de Filosofia de la Naturalesa, fundat el 2008 per Miguel Espinoza, a la Universitat d'Estrasburg. Entre els problemes tractats hi ha la continuïtat de la ciència a la metafísica, la relació entre les matemàtiques i el món sensible, els diferents aspectes de la causalitat en ciència i la seva relació amb el determinisme i la llibertat, el naturalisme així com el problema de la jerarquia natural i els enllaços entre els diferents estrats (matemàtic, físic, químic, biològic, psíquic i social). Aquests temes han estat abundantment discutits fins ara en cinc congressos organitzats a París, Mèxic, Temuco i Màlaga.